# Somat
Somat es una marca de detergente y aditivos para lavavajillas fundada en 1962 que pertenece al Grupo Henkel, con sede en Düsseldorf-Holthausen. La marca pertenece al área estratégica de negocio “Detergentes y Agentes de Limpieza”. Somat se distribuye actualmente en Alemania, Austria, Suiza, Italia, Francia, España, Europa del Este y Turquía.

## Historia
En 1962, Henkel presentó Somat, el primer detergente en Alemania desarrollado especialmente para lavavajillas. Inicialmente, solo estaban disponibles dos productos, un detergente en polvo y un abrillantador , que también eran producidos por Böhme Chemie. En 1976 se añadió a la cartera de productos la sal especial, seguida en 1982 por un limpiador de máquinas y en 1989 el primer detergente para lavavajillas en forma de tabletas ("tabs"). En 1999, Somat 2in1 era una nueva generación de pastillas para lavavajillas Somat que combinaba dos funciones (limpiador y abrillantador) en una sola pastilla. En 2001, el segmento multipestaña se amplió para incluir Somat 3in1. Le siguieron Somat 5 y Somat 7 en 2005 y 2007 con varias funciones adicionales. Somat 9 siguió en mayo de 2009 y fue reemplazado por Somat 10 en 2011.
La cartera de productos de Somat incluye actualmente una amplia gama de detergentes en forma de polvo y tabletas, así como productos adicionales como abrillantador, sal especial, desodorantes y productos para el cuidado de máquinas.

## Antecedentes
Cuando se lanzó Somat, los lavavajillas todavía eran una rareza y, por lo tanto, Somat era solo un producto de nicho. En 1962, sólo unos 20.000 hogares en Alemania Occidental tenían lavavajillas eléctricos, pero en 1971 la cifra aumentó a más de 1,7 millones. A principios de la década de 1990, el 30 % y poco antes del cambio de milenio casi el 47 % de los hogares alemanes estaban equipados con lavavajillas. En la actualidad, se utilizan alrededor de 25 millones de lavavajillas en Alemania. Las pastillas para lavavajillas ahora han tomado la posición dominante sobre el polvo clásico con una participación del 87% (estado 02/2008).